# Kuzovka (Tula)
|  | Per a altres significats, vegeu «Kuzovka». |

Kuzovka (en rus: Кузо́вка) és un poble de l'óblast de Tula, a Rússia, segons el cens del 2010 tenia 763 habitants.